# درگیری ۱۹۷۸ جنوب لبنان
درگیری جنوب لبنان ۱۹۷۸ (انگلیسی: 1978 South Lebanon conflict) این حمله که به عنوان اولین تهاجم اسرائیل به لبنان نیز شناخته می‌شود و با نام رمز عملیات لیتانی توسط اسرائیل شناخته می‌شود، با حمله اسرائیل به جنوب لبنان تا رودخانه لیتانی در مارس ۱۹۷۸ آغاز شد. این حمله، پاسخ به قتل‌عام جاده ساحلی بود که تحت عنوان عملیات کمال عدوان در نزدیکی تل آویو توسط شبه نظامیان فلسطینی مستقر در لبنان انجام شده بود. این درگیری منجر به کشته شدن ۱۱۰۰ تا ۲۰۰۰ لبنانی و فلسطینی، ۲۰ اسرائیلی و آوارگی داخلی ۱۰۰ هزار تا ۲۵۰ هزار نفر در لبنان شد.
در انتهای این درگیری، نیروهای دفاعی اسرائیل در برابر سازمان آزادی‌بخش فلسطین پیروزی نظامی به دست آوردند، زیرا این سازمان مجبور به عقب‌نشینی از جنوب لبنان شد و مانع از حمله مجدد آنها به اسرائیل از طریق مرز زمینی با لبنان گردید. در پاسخ به وقوع خصومت‌ها، شورای امنیت سازمان ملل متحد قطعنامه‌های ۴۲۵ و ۴۲۶ را در ۱۹ مارس ۱۹۷۸ تصویب کرد که از اسرائیل می‌خواست فوراً نیروهای خود را از لبنان خارج کند و در پی آن نیروی موقت سازمان ملل متحد در لبنان (یونیفل) را تأسیس کرد. اسرائیل در سال ۱۹۸۲ دومین حمله خود به لبنان (جنگ ۱۹۸۲ لبنان) را آغاز کرد.